# Pirámide del adivino
La Pirámide del Adivino, también llamada del Hechicero, del Enano o del gran Chilán, es una gran construcción maya de 35 metros de altura ubicada en el complejo de la antigua ciudad de Uxmal, englobado en la región Puuc del estado de Yucatán en México. Fue edificada en cinco etapas constructivas entre los siglos VI al silgo X durante el periodo clásico tardío de la cultura maya, es el edificio de mayor altura en Uxmal y el más representativo del sitio, la pirámide es considerada uno de los ejemplos más refinados de la arquitectura maya, destaca por su basamento ovalado de bordes redondeados único en su tipo y los templos que lo coronan finamente decorados con mascarones del dios Chaak. Recibe el nombre de Pirámide del Adivino de un antiguo relato maya conocido como la Leyenda del Enano de Uxmal, en la que se narra que un sabio enano con habilidades de adivino construyó la pirámide en una sola noche.

## Leyenda

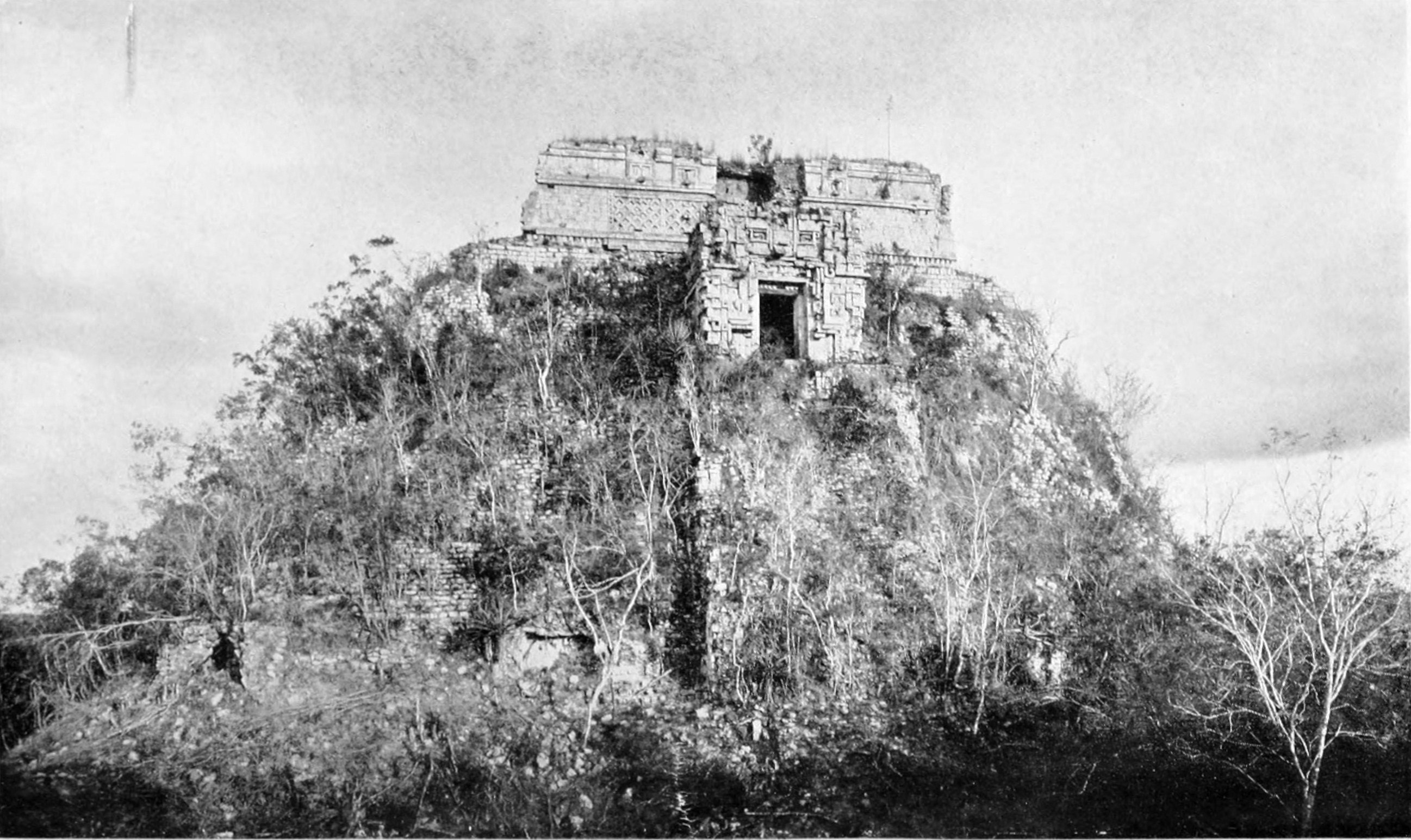
La Pirámide del Adivino al momento de ser redescubierta.

Según relató el investigador estadounidense John Lloyd Stephens en sus Incidentes de viaje a principios de 1840, cuenta la leyenda que este edificio fue construido en una sola noche por un enano, nacido de un huevo encontrado por una bruja cerca de Uxmal. El niño nació con la capacidad de adivinar el futuro, por lo que fue llamado el adivino.
Un día, el enano descubrió un tunkul (instrumento de percusión de madera) y se puso a tocarlo. De acuerdo con las profecías, era sabido que cuando alguien tocase ese instrumento y su sonido repercutiera en toda la región, obtendría el trono de la ciudad, de modo que cuando fue escuchado por el rey de Uxmal, éste identificó el sonido como el anuncio del fin de su reinado.
Dispuesto a enfrentarse a su destino, el rey llamó al enano para someterlo a varias pruebas difíciles que el joven aprobó con éxito. Finalmente, sobrevivió a la más difícil: romper sobre su cabeza, con un mazo de piedra, una cesta de cocoyoles (una especie de frutos muy duros). El soberano se sometió en castigo a la misma prueba, y murió en el acto después del primer golpe. Así comenzó en Uxmal el reinado del enano adivino.

## Arquitectura

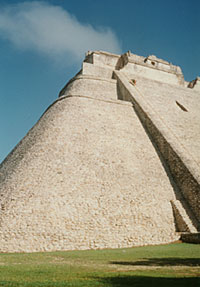
Vista lateral de la pirámide.

Este edificio singular, el único conocido con planta ovalada en la cultura maya, es el resultado de cinco ampliaciones pertenecientes a distintas etapas y estilos decorativos, entre los que se encuentran el Petén, Usumacinta, Chenes y Puuc
El contorno ovalado cubre los tres primeros niveles originales, siendo el cuarto y quinto nivel de la habitual forma prismática.
En la parte superior de la pirámide se ubica un templo con elementos de crestería o coronación. El edificio contiene representaciones del dios Chac (deidad del agua y de la lluvia).
Los escalones de la pirámide son estrechos y empinados, superando casi siempre los 45 grados. Se cree esto se dispuso con la intención de que quienes subiesen al templo no pudieran levantar la cabeza durante el ascenso, ni pudiesen tampoco dar la espalda al dios durante el descenso.
El templo, que alcanza los 35m de altura, con una base de 53,5m en el lado mayor, está construido íntegramente de piedra.

## Etapas
La construcción se inició en el siglo VI, estando datado el último nivel en el siglo X. Consta de cinco niveles, cada uno correspondiente a un templo:

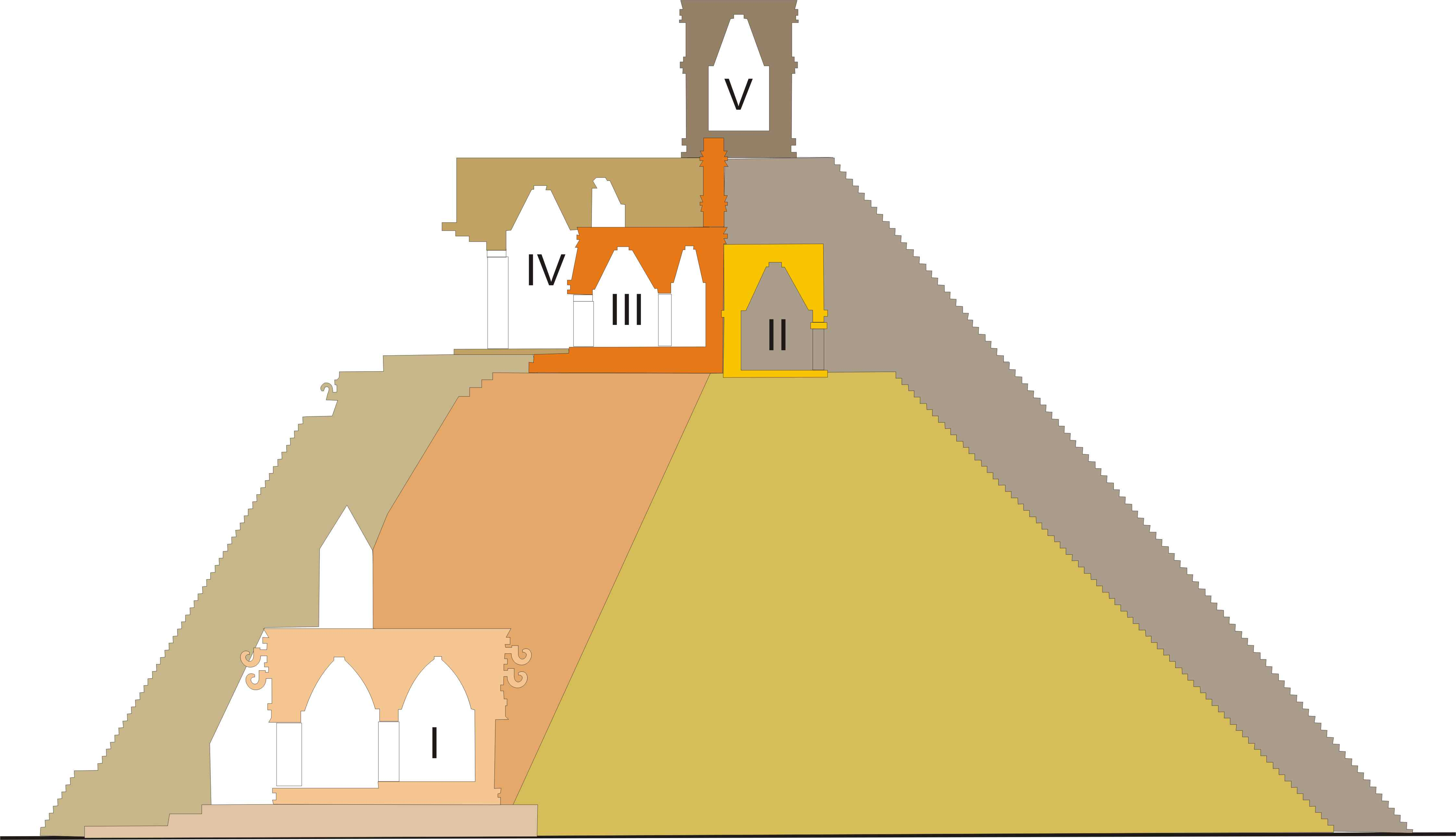
Pirámide del adivino, corte

- Nivel I, Templo I. Su ubica sobre la plataforma o banqueta, es decir, prácticamente a nivel del suelo. Su decoración es a base de columnillas y mascarones de Chaac, entre los que destacan los dos que están sobre la entrada. En este templo se encontró la escultura denominada la Reina de Uxmal que es una cabeza de serpiente con la boca abierta de la que sale un ser humano.

- Nivel II, Templo II. Para edificar este templo, que queda a un a altura próximamente de la 2/3 parte de la actual, hubo que cubrir el Templo I y realizar sobre él una pirámide. Para acceder a él se hizo una apertura desde donde se observan las columnas que soportan el techo.

- Nivel III, Templo III. Es un oratorio que luego se cubrió construyendo otro con un trono en forma de mascarón de Chaac.

- Nivel IV, Templo IV. Es el mejor conservado de todos los cinco templos. Tiene una cámara en forma de mascarón de Chaac coincidiendo la boca de la misma con la entrada a la cual se accede por la parte este de la pirámide. Tiene una decoración muy recargada, fuera de los habitual en el estilo Puuc.Templo IV con un mascarón monumental representando las fauces de una deidad como entrada al recinto.

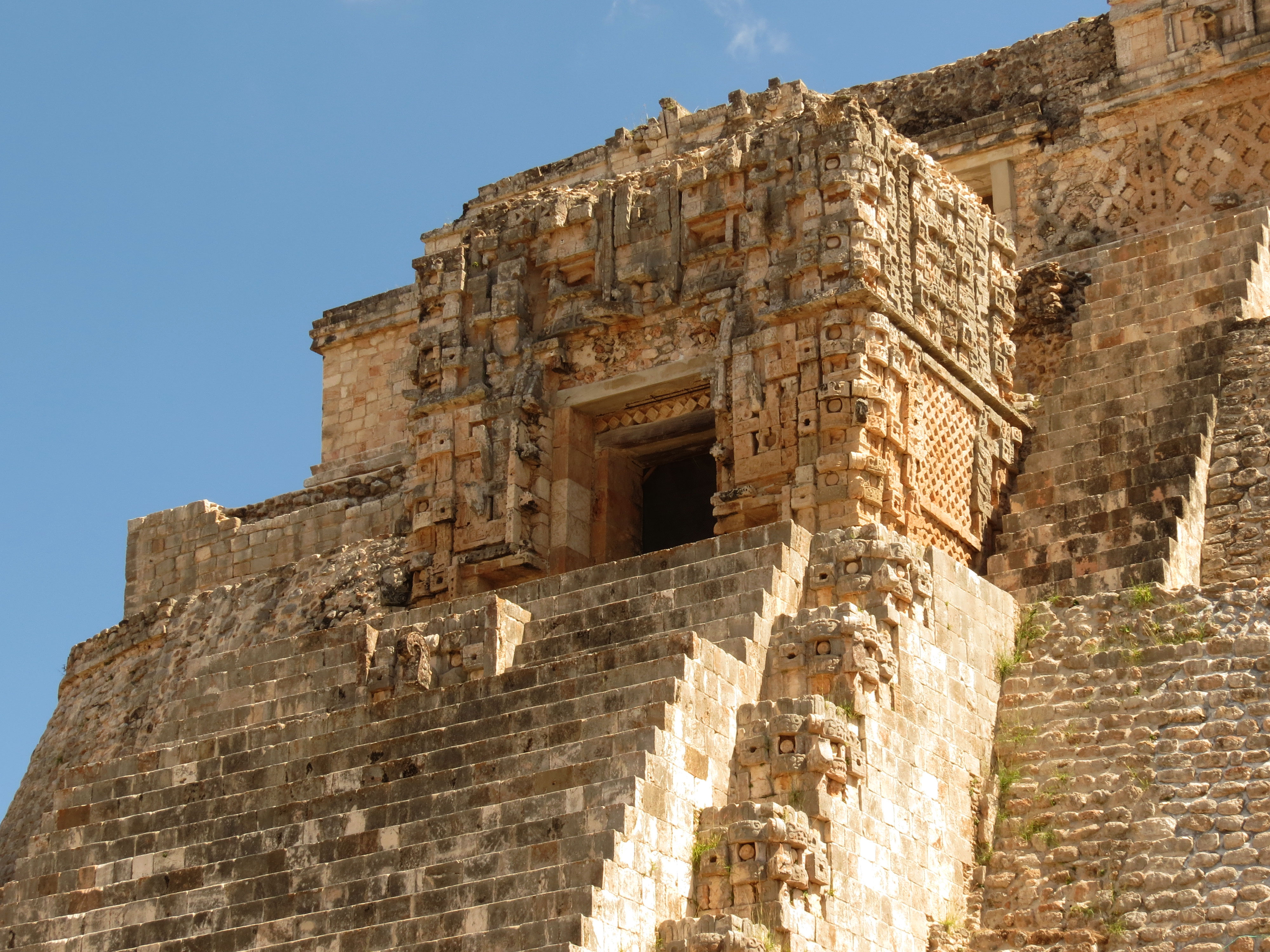
Templo IV con un mascarón monumental representando las fauces de una deidad como entrada al recinto.

- Nivel V, Templo . Se levanta en la cumbre de la pirámide y para acceder a él hay que subir 150 empinadas escaleras que están flanqueados por mascarones de Chaac. La decoración de las fachadas es plenamente Puuc, paredes bajas lisas sobre las que se pone una gran greca decorada, en este caso con serpientes entrelazadas y una choza de tejado de paja.